# 索洛維奇
51°3′48″N 24°28′14″E / 51.06333°N 24.47056°E
索洛維奇（烏克蘭語：Соловичі），是烏克蘭的村落，位於該國西部沃倫州，由科韋利區負責管轄，始建於1577年，面積2.42平方公里，海拔高度184米，2001年人口589，人口密度每平方公里243.59人。